# 灯笼人
灯笼人是指东盎格利亚民间传说中，发生在威肯沼泽和其他地区目击和遭遇到的怪火现象。 根据民俗学家 l.f. 纽曼收集的故事中， 这些怪火被认为是邪灵作祟，以试图吸引受害者前往芦苇丛。 如果当路人的声响吸引到灯笼人时，当即脸朝下趴在地上，并把嘴巴埋在泥里，就可以顺利躲开。 这种现象似乎是鬼火民间传说的变体版本，但现在却普遍被人们认为是易燃的沼气所导致的。

## 遭遇
一位当地渔民向超心理学家彼得 · 安德伍德讲述了他曾经如何卧倒在地，以躲避一个被他口哨声吸引的灯笼人的注意。
另一个当地人向民俗学家 l.f. 纽曼讲述了他是如何吸引到一个灯笼人的注意，当时他正在沼泽地里散步，还不时一边向他的狗吹口哨，而这个吹哨的行为不巧就吸引到了附近的灯笼人，而这个男人立马前去附近朋友的家里避难，朋友赶紧在一根长杆上挂了一个号角来分散灯笼人的注意力。第二天早晨起来，人们发现号角被彻底烧毁了。

## 参阅
- 都市传说列表
- 怪火